# Ник Свордсон
Николас Роџер Свордсон (енгл. Nicholas Roger Swardson; рођен у Минеаполису, Минесота, 9. октобра 1976), амерички је филмски и ТВ глумац, комичар, сценариста и продуцент.
Прво је глумио у филму Корак до славе (2000). Касније је његова каријера допуњена филмовима као што су Клик: За савршен живот (2006), Освета с клупе (2006), Бакин дечко (2006), Чак, сад можете пољубити Ларија (2007), Ледом до славе (2007), Полицајац из Реноа: Мајами (2007), Приче за лаку ноћ (2008), Не качи се са Зоханом (2008), Зечица на колеџу (2008), Џек и Џил (2011), Моја назовижена (2011), Татин син (2012). Укупно има више од 40 филмова са његовим учешћем. Дао је глас Блејку у дугометражном компјутерски анимираном филму Муња (2008).